# Chontals de Tabasco
Els chontals de Tabasco són un grup ètnic maia que alguns autors assimilen als putuns, de l'estat mexicà de Tabasco el nom del qual prové del nàhuatl chontalli i vol dir, literalment, estranger.

## Localització
Els chontals de Tabasco es troben a 21 pobles en una àrea coneguda com "la Chontalpa" als municipis de: Nacajuca, Jalpa de Méndez, Centla, Centro i Macuspana. Es consideren descendents dels olmeques i no tenen cap relació amb els chontals d'Oaxaca.

## Yoko t'aan
Els mexiques anomenaven chontals a tots aquells que no eren com ells, durant la seva expansió per la regió que avui coneixem com Tabasco i que ells anomenaven "Onohualco".
Els chontals de Tabasco s'anomenen a si mateixos "yoko yinikob" (homes veritables) i "yoko ixikob" (dones veritables), ja que parlen el "yoko t'aan", la "llengua verdadera", per la qual cosa la forma precisa d'anomenar-los seria "yoko t'aan" (els de la llengua verdadera), encara que una forma més precisa seria: "yoko t'aanob" (parlants de la llengua verdadera).

## Llegendes
Entre les seves llegenda més conegudes es troben els follets que anomenen YumKap que vol dir l'amo de la terra o el que cuida la naturalesa, explica que a les senderes de les selves quan un nen anava sol ja ben avançat el seu camí començava a sentir xiulades que eren els follets que el cridaven i el seguien i si aconseguien al nens el convidaven a jugar amb ells, i si acceptava i es posaven a jugar fins que els follets desapareixien; llavors s'adonava que ja no estava en el camí sinó en el profund de la selva, una de les formes d'evitar que els aconseguissin era que els deixessin unes fulles de guano, teixit de qualsevol manera perquè els follets es posessin a jugar i els deixessin de seguir.

## Història
El territori dels Yokot'an va ser el bressol de la civilització olmeca, que hi va viure des del voltant de 1400 aC fins al 400 aC. La civilització maia va assolir el seu apogeu cap a l'any 300 de l'Era Comuna. En aquest moment, els Yokot'an eren també en el seu àpex cultural. Ja havien començat a disminuir en el moment de la conquesta espanyola de Yucatán, i s'esmenta en els relats de Bernal Díaz del Castillo i Hernán Cortés.
En 1518 Juan de Grijalva va arribar a terres Yokot'an i va ser rebut amb hostilitat. El proper any, l'expedició de Cortés va arribar a Tabasco, i es va reunir amb el Tabscoob i altres caps, que li va subministrar el traductor que més tard va ser coneguda com a Donya Marina o La Malinche. Segons Díaz, 
"Abans que ens anéssim, Cortés va guanyar-se els caps per les seves moltes paraules amables, dient-los com el nostre senyor, l'emperador, tenia molts grans senyors que li havien donat obediència i que també l'obeïen: que tot el que poguessin necessitar els ho donaríem. Tots els caps van agrair-ho molt i es va declarar vassall del nostre gran emperador, el primer a la Nova Espanya en donar l'obediència a Sa Majestat.
En 1614 es va construir la primera església a Nacajuca, llavors considerat com el centre del món Yokot'an. Nacajuca era l'únic centre urbà que va sobreviure al període colonial, en part a causa de la introducció de la ramaderia, que limitava la gamma de cultius.